# Dobladillo

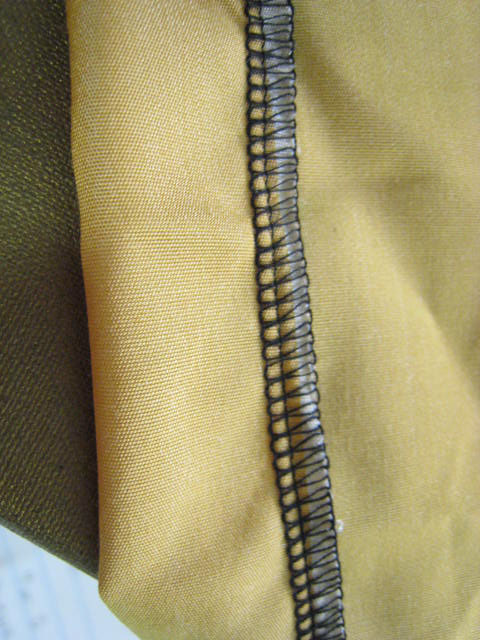
ejemplo de dobladillo

El dobladillo es una especie de borde que se hace en las orillas de los pañuelos u otra clase de ropa, para que no se deshilachen, cosiendo dichas orillas después de doblarlas dos veces hacia dentro.
También se llama así a un hilo fuerte que sirve comúnmente para hacer calcetas.